# Stanwatkinsius
Stanwatkinsius (лат.) — род жуков-златок из подсемейства Agrilinae.

## Распространение
Австралия, восточное побережье.

## Систематика
Известно 17 видов. Род Stanwatkinsius относится к трибе Coraebini Bedel, 1921 из подсемейства Agrilinae).
Род был впервые выделен в 2001 году для нескольких видов рода Cisseis. В дальнейшем было описано ещё несколько новых видов. Мелкие жуки длиной менее одного см. Они радужные и переливающиеся, часто с красочными головами и телами в оттенках зелёного или синего. Самец и самка иногда диморфичны. Они связаны с австралийскими растениями, такими как Grevillea, Hakea, Casuarina и Allocasuarina.
- Stanwatkinsius amanda Barker, 2007
- Stanwatkinsius careniceps (Carter, 1923)
- Stanwatkinsius cinctus (Kerremans, 1898)
- Stanwatkinsius constrictus (Blackburn, 1887)
- Stanwatkinsius crassus Barker & Bellamy, 2001
- Stanwatkinsius demarzi Barker & Bellamy, 2001
- Stanwatkinsius grevilleae Barker & Bellamy, 2001
- Stanwatkinsius kermeti Barker & Bellamy, 2001
- Stanwatkinsius lindi (Blackburn, 1887)
- Stanwatkinsius macmillani Barker & Bellamy, 2001
- Stanwatkinsius perplexa (Blackburn, 1887)
- Stanwatkinsius powelli Barker & Bellamy, 2001
- Stanwatkinsius rhodopus Barker & Bellamy, 2001
- Stanwatkinsius speciosus Barker & Bellamy, 2001
- Stanwatkinsius subcarinifrons (Thomson, 1879)
- Stanwatkinsius uniformis (Thomson, 1879)
- Stanwatkinsius viridimarginalis Barker & Bellamy, 2001